# Grégoire Leti
Grégoire Leti, ou Gregorio Leti, né le 29 mai 1630 à Milan et décédé le 9 juin 1701 à Amsterdam, est un historien protestant italien.
Fils de Girolamo Leti, militaire de carrière, il fit sa formation chez les jésuites. Refusant la carrière ecclésiastique voulue par son oncle, évêque d'Acquapendente (Latium), il quitte son pays en 1658 et s'établit à Genève où il se convertit au calvinisme. Il publie avec succès de nombreux ouvrages satiriques, historiques et biographiques, mais dont deux, les vies de Philippe II (1679) et de Sixte Quint (1669), lui attirent la réprobation de la Compagnie des pasteurs et la condamnation du Conseil. Déchu de la bourgeoisie, banni, il séjourne à Paris. Immigré en Angleterre, Grégoire Leti devint historiographe de Charles II et laissa de nombreux ouvrages historiques. En 1685, on le retrouve à Amsterdam où il est l'historiographe de la ville. En 1691, il maria sa fille Marie au théologien arminien Jean Le Clerc.

## Biographie
Grégoire Leti naquit à Milan le 29 mai 1630, d’une famille originaire de Bologne. Il fit ses premières études à Cosenza et fut appelé ensuite à Rome par son oncle, qui, étant prélat, voulait l’avancer dans la magistrature ou dans l’état ecclésiastique ; mais Leti, d’un naturel dissipé et de mœurs très-libres, rejeta bien loin ces propositions et revint à Milan attendre l’âge de sa majorité. Une fois maître de sa petite fortune, il se hâta de satisfaire son goût pour les voyages et consuma rapidement son patrimoine. Son oncle, nommé depuis peu évêque d’Acquapendente, le rappela près de lui et songea par ses sages conseils à le faire changer de conduite ; mais le voyant sourd à ses remontrances, il le chassa de sa présence. Leti quitta Acquapendente très-mécontent de son oncle, dont il avait espéré tirer de l’argent, et continua de se livrer à toute sorte de dissipations. Il parvint à se procurer quelques ouvrages dont la lecture lui inspira du goût pour la réforme ; et il fut confirmé dans ses sentiments par les conversations qu’il eut avec un gentilhomme protestant. Il se rendit donc à Genève et s’y arrêta quelques mois pour s’instruire à fond des principes des réformés ; de là il vint à Lausanne, où il fit profession de calvinisme, et épousa la fille de J.-A. Guérin, habile médecin chez lequel il était logé. Retourné à Genève en 1660, il y ouvrit une école pour l’enseignement de l’italien. Il commença vers le même temps à publier quelques écrits satiriques contre l’Église catholique et mérita ainsi la protection des magistrats. Il obtint en 1674 des lettres de bourgeoisie qui lui furent expédiées gratuitement ; et l’on a remarqué que cette faveur n’avait été accordée à personne avant lui. Quelques désagréments que lui attira son penchant pour la satire l’obligèrent de quitter Genève en 1679. Il vint à Paris, et il eut l’honneur de présenter à Louis XIV un panégyrique décoré de ce titre pompeux : la Fama gelosa della Fortuna, etc., Gex, 1680, in-4° ; mais il ne crut pas devoir prolonger son séjour en France, où les protestants étaient déjà inquiétés, et il passa en Angleterre. Charles II l’accueillit avec bonté, lui fit don d’une somme de mille écus et lui permit d’écrire l’histoire d’Angleterre. Il se hâta de profiter de cette permission ; mais son ouvrage contenait des traits satiriques qui déplurent, et il reçut l’ordre de sortir du royaume. Il se réfugia en 1682 à Amsterdam ; et il obtint dans la suite le titre d’historiographe de cette ville, où il mourut subitement le 9 juin 1701. C’était un écrivain infatigable ; il travaillait douze heures par jour et à plusieurs ouvrages à la fois: il n’est donc pas étonnant que ses productions se rassentent de la précipitation avec laquelle il les composait. Il avait l’esprit vif et une imagination ardente ; cependant son style est diffus et si trainant, que Tiraboschi conseille la lecture de ses écrits aux personnes tourmentées d’insomnie. On ne doit point y chercher d’ailleurs la sincérité ni l’exactitude ; les traits satiriques qu’il s’est permis contre la cour de Rome et la religion sont la seule cause du prix que quelques amateurs mettent encore à des écrits si dignes de l’oubli (Tiraboschi, Istor. letter., t. 8, p. 387). Pierre Bayle, qui a beaucoup loué Leti dans ses Nouvelles de la république des lettres, ne le ménage pas dans sa Correspondance ; il le représente comme un nouvel Arétin, cherchant à se rendre redoutable par ses satires et trafiquant du blâme et de la louange.

## Œuvres

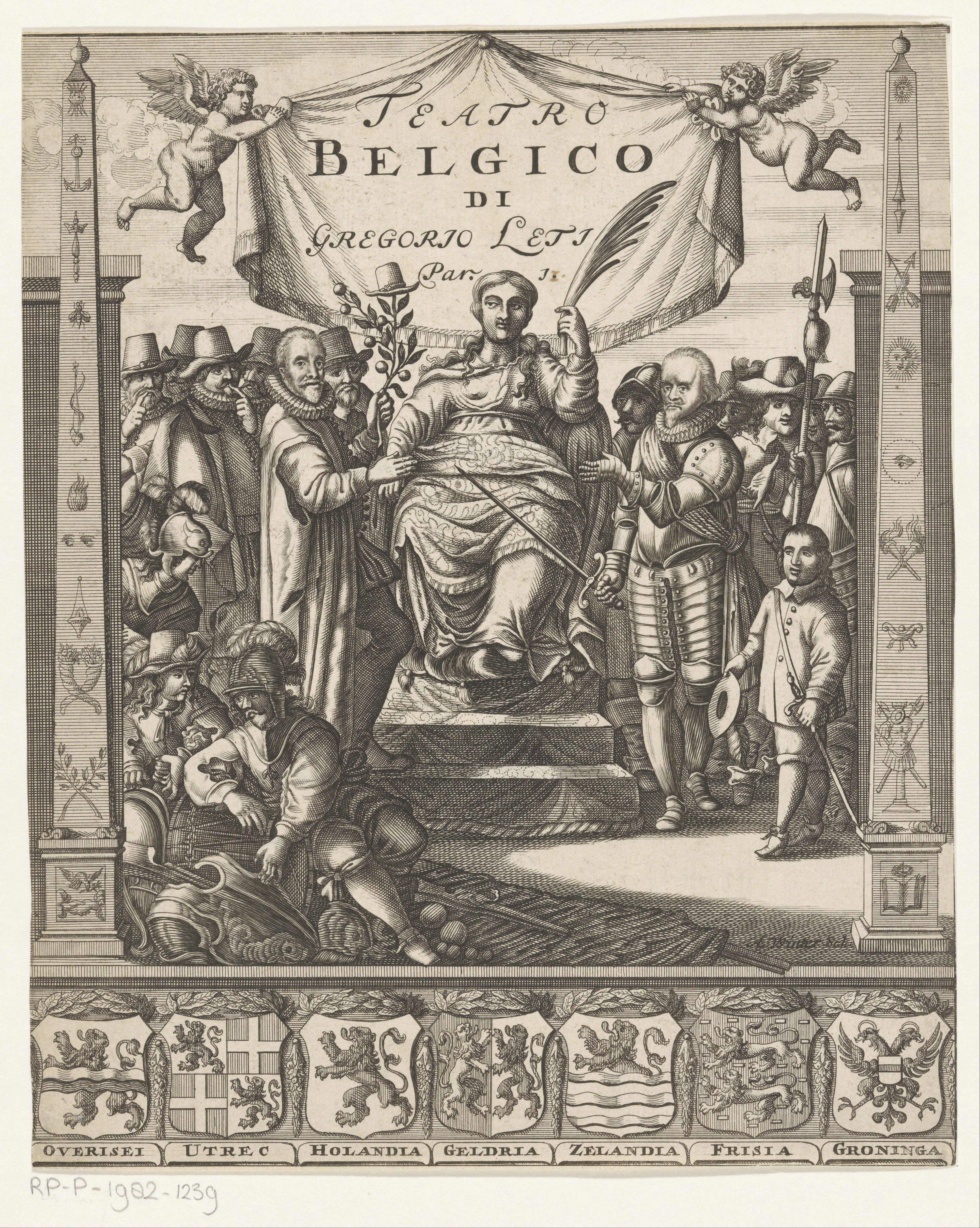
Gregorio Leti, Teatro Belgico, Amsterdam, Willem de Jonge, 1690.

La liste des ouvrages de Leti remplirait plusieurs colonnes ; on la trouvera dans les Mémoires de Niceron, dans le Dictionnaire de Chaufepié, dans la Bibl. scriptor. Mediolanens. d’Argelati, et dans l’Histoire littéraire de Genève. Nous citerons seulement :

### Œuvres historiques
- la Vie de Sixte-Quint, Lausanne, 1669, 2 tom. in-12 ; Amsterdam, 1693, 1721, 3 vol. in-12 : elle a été traduite en français par Jean Le Pelletier et enrichi en frontispice d'un portrait de Sixte V gravé par Simon Thomassin, Paris, 1685, 2 vol. in-12. C’est le plus répandu ouvrages de Leti ; mais il y a inséré beaucoup d’anecdotes suspectes. Leti rapporte lui-même, dans une de ses lettres, que madame la Dauphine lui ayant demandé, lorsqu’il était en France, si tout ce qu’il avait écrit dans ce livre était vrai, il lui avait répondu qu’une chose bien imaginée faisait beaucoup plus de plaisir que la vérité quand elle n’était pas mise dans un beau jour.
- L’Italia regnante overo Descrittione dello stato presente di tutti principati et republiche d’Italia, Genève, 1675, 4 vol. in-12.
- la Vita, etc. (la Vie de Philippe II, roi d’Espagne), Cologne, 1679, 2 vol. in-4° ; traduite en français par de Chevrières, Amsterdam, 1734, 6 vol. in-12. Elle est curieuse ; mais on ne doit pas compter sur la véracité de l’auteur, et il entremêle ses récits de digressions fatigantes.
- Teatro britannico overo Istoria della Grande Britannia, Londres, 2 vol. in-4° ; Amsterdam, 1684, 5 vol. in-12. L’édition de Londres est très-rare par la sévère suppression qui en fut ordonnée. Bayle dit que le style de cet ouvrage est aisé et sans affectation ; et que les choses y sont racontées avec une si grande naïveté qu’on aura peut-être de la peine à s’imaginer un jour que l’auteur a fait imprimer cet ouvrage pendant sa vie (Nouvelles de la république des lettres, avril 1684).
- Il ceremoniale historico et politico : opera utilissima á tutti gli ambasciatori, Amsterdam, 1685, 6 vol. in-12. L’introduction contient des réflexions sur les écrits satiriques et sur la manière dont les ambassadeurs doivent les apprécier. L’ouvrage commence par un abrégé d’histoire universelle, suivi de remarques sur les États modernes de l’Europe, leur population, leurs revenus, et enfin sur le cérémonial des différentes cours. Bayle en a donné une analyse très-piquante dans son Journal, mars 1685.
- Historia Genevrina, o sia Historia della città e republica di Ginevra, Amsterdam, 1686, 5 vol. in-12. Jean Senebier lui reproche de fabriquer des pièces et d’avoir supposé un manuscrit qu’il nomme de Prangins, qui sert de base à cette histoire pleine de traits satiriques.
- La Monarchia universale del Luigi XIV, ibid., 1689, 2 vol. in-12 ; traduit en français la même année, 2 vol. in-12. Il y exagère les forces et les dispositions de Louis XIV, qu’il représente prêt à envahir l’Europe ; c’était un tort commun aux réfugiés. Un anonyme lui répondit par l’Europe ressuscitée du tombeau de M. Leti, Utrecht, 1690, in-12.
- Teatro belgico, overo Ritratti historici, politici e geografici delle sette Provincie Unite, Amsterdam, 1690, 2 vol. in-4°, fig. ; ouvrage inexact et superficiel.
- Teatro gallico, overo la Monarchia della Real casa di Borbone in Francia, dal 1572, Amsterdam, 1691-97, 7 vol. in-4°. Cette histoire ne mérite pas d’être lue ; mais elle est ornée de belles gravures qui la font rechercher des curieux.
- La vie d'Oliver Cromwell, Amsterdam, chez Henri Desbordes, 1708, publié pour la première fois en français en 1694 puis en 1696 et 1706.
- Vie d’Elisabeth, reine d’Angleterre, ibid., 1693, 2 vol. in-12 ; traduite en français, Paris, 1796, 1703, 3 vol. in-12.
- Vie de Pierre Giron, duc d’Ossonne, Amsterdam, 1699, in-12 ; traduite en français, Paris, 1700, 3 vol. in-12 : elle est surchargée de digressions inutiles.
- Vie l’empereur Charles-Quint, Amsterdam, 1700, 4 tom. in-12 ; traduite en français par les filles de Leti, Amsterdam, 1702 ; Bruxelles, 1740, 4 vol. in-12, et en allemand par Rabener, avec des notes intéressantes, Leipzig, 1712, 3 vol- in-8°.

### Œuvres satiriques
- Roma piangente, overo Dialogi trà il Tevere e Roma, Leyde, 1666, in-12 ; traduit en français, Avignon (Genève), 1666, in-12
- Vita di donna Olimpia Maldachini [sic pour Olimpia Maidalchini], che governò la Chiesa, durante il ponteficato d'Innocentio X (…) Scritta dall'Abbate Gualdi [= Gregorio Leti], « Cosmopoli » [Amsterdam], 1666 ; traduction française : La vie de D. Olimpe Maldachini [sic], princesse panfile, nouvellement traduite en français de l'italien de l'abbé Gualdi, avec des notes par M. J**. Genève, 1770. Réédition : Abbé Gualdi, Une Courtisane au Vatican. Les aventures scandaleuses de Dona Olympia et du pape innocent X (D'après des documents authentiques de l'époque), avant-propos d'André Lorulot, Herblay, Éditions de L’Idée libre, 1950. Vita di donna Olimpia [Olimpia Maidalchini], édition critique de Danilo Romei, Banca dati “Nuovo Rinascimento”, 2010 ()
- Il Nipotismo di Roma, Amsterdam, 1667, in-12 ; traduit en français : Le népotisme de Rome, ou relation des raisons qui portent les papes à aggrandir leurs neveus, s.l., 1669, 2 tom. in-12 ; et en latin, Stuttgart, 1669, in-4°.
- Il Cardinalismo di S. Chiesa, 1668, 3 vol. in-12.
- Il Syndicato, etc., ou le Syndicat d’Alexandre VII avec son voyage dans l’autre monde, 1668, traduit en français, 1669.
- Il Putanismo romano, con il nuovo parlatorio delle monache, satira comica di Baltas. Sultanini, Bresciano, Londres (Genève), 1675, in-12.
- L'Ambasciata di Romolo à Romani. Nella quale vi sono annessi tutti trattati, negotiati, satire, pasquinate, relationi, apologie, canzone, sonetti, ritratti & altre scritture sopra gli interesi di Roma, durante la Sede vacante (« l’Ambassade de Romulus aux Romains pendant les vacances du saint siège »), Bruxelles (Genève), 1671, 1676, in-12. C’est un recueil de différentes pièces satiriques publiées pendant la tenue du conclave qui suivit la mort de Clément IX.

Ch. Gryphe attribue encore à Leti la continuation du Divortio celeste de Ferrante Pallavicino.

### Œuvres littéraires

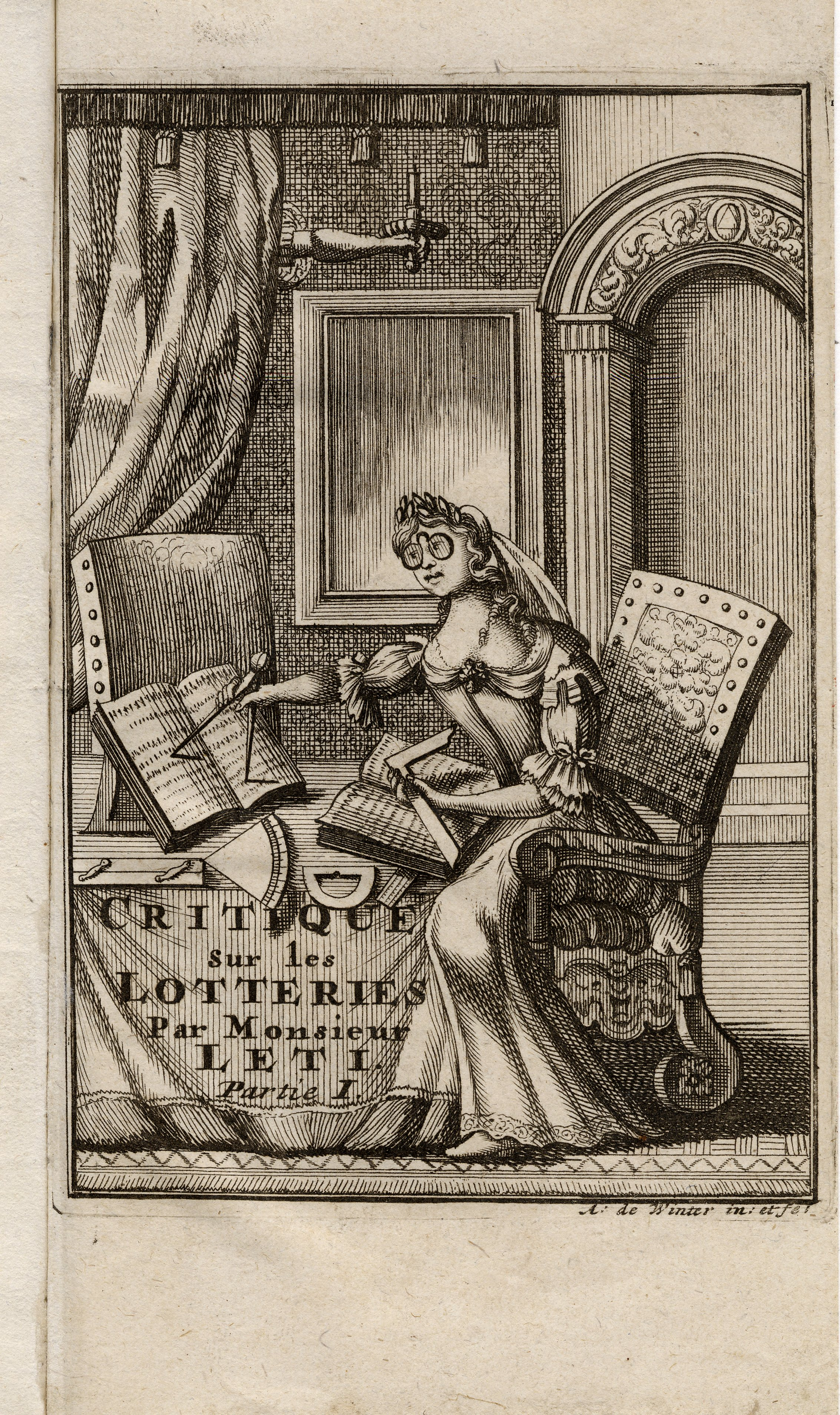
Gregorio Leti, Critique historique, politique, morale, economique, & comique, sur les lotteries, vol. 1, Amsterdam, 1697

- R Bandita, Bologne, 1653, in-12. C’est un discours présenté à l’Accademia degli Umoristi à Rome, et dans lequel il n’a point fait entrer la lettre R. Deux Italiens s’étaient déjà exercés sur le même jeu d’esprit, l’un en 1614, l’autre en 1633.
- Stragge di Riformati innocenti, Genève, 1661, in-4°.
- il Prodigio della natura e della gratia, poema eroico, Amsterdam, 1695, in-fol. Ce poème, composé en l’honneur du prince d’Orange, est orné de cinquante gravures qui en font le principal mérite.
- Gli Amori, etc. (les Amours de Charles de Gonzague, duc de Mantoue, et de Marguerite, comtesse de Rovère), Raguse, 1666, in-12. Il a publié ce roman licencieux sous le nom de Giulio Capocada ; traduit en français, Hollande, 1666, in-12.
- Critique historique, politique, morale, économique et comique sur les loteries anciennes et modernes, spirituelles et temporelles des États et des Églises, Amsterdam, 1697, 2 vol. in-12. Cet ouvrage a d’abord paru en italien ; mais la traduction française est plus recherchée que l’original. Leti, en traitant un sujet qui paraît être purement spéculatif, a trouvé le moyen de distribuer des injures à un grand nombre de personnes et d’accroître encore ses ennemis. Pierre Ricotier publia une réfutation de cet ouvrage sous le titre de Considerations sur la Critique des loteries, etc. Elle fut réimprimée à la suite de l’ouvrage de Leti, auquel on ajouta un portrait de l’auteur habillé en moine, plaisanterie qui l’affligea beaucoup.
- Lettere sopra differenti materie, Amsterdam, 1700, 2 tom. in-8°. C’est un recueil de lettres qui lui avaient été écrites par plusieurs personnes de distinction et qu’il publia en y joignant une préface dans laquelle il s’efforce de se justifier des reproches que Ricotier lui avait faits. Celui-ci lui répliqua à son tour par des Réflexions sur la dernière Préface de Leti, etc.